# Derby County Football Club 1986-1987
Questa voce raccoglie le informazioni riguardanti il Derby County Football Club nelle competizioni ufficiali della stagione 1986-1987

## Stagione
Nella stagione 1986-1987 il Derby County vinse il campionato di seconda divisione inglese, venendo promossa nella massima serie. In FA Cup la squadra fu invece eliminata al quinto turno dopo aver perso di misura contro il Leeds mentre in Coppa UEFA i Rams furono fermati agli ottavi di finale dagli jugoslavi Velež, capaci di rimontare il 3-1 subito all'andata.

## Maglie e sponsor
Lo  sponsor tecnico è stato  sportswear company OSCA. Il main sponsor per questa unica stagione è stato: Sportsweek.
| Casa | Trasferta |

## Rosa
| N. |                        | Ruolo | Calciatore      |
| -- | ---------------------- | ----- | --------------- |
|    | Inghilterra (bandiera) | P     | Mark Wallington |
|    | Inghilterra (bandiera) | P     | Eric Steele     |
|    | Inghilterra (bandiera) | P     | Steve Sutton    |
|    | Inghilterra (bandiera) | P     | Martin Taylor   |
|    | Inghilterra (bandiera) | D     | Rob Hindmarch   |
|    | Inghilterra (bandiera) | D     | Richard Pratley |
|    | Inghilterra (bandiera) | D     | Paul Blades     |
|    | Inghilterra (bandiera) | D     | Mike Forsyth    |
|    | Galles (bandiera)      | D     | David Linighan  |
|    | Inghilterra (bandiera) | D     | Ross MacLaren   |
|    | Scozia (bandiera)      | D     | Graham Harbey   |
|    | Scozia (bandiera)      | D     | Mel Sage        |
|    | Inghilterra (bandiera) | C     | Mark Lillis     |

| N. |                        | Ruolo | Calciatore       |
| -- | ---------------------- | ----- | ---------------- |
|    | Inghilterra (bandiera) | C     | John Gregory     |
|    | Inghilterra (bandiera) | C     | Gary Micklewhite |
|    | Inghilterra (bandiera) | C     | David Penney     |
|    | Galles (bandiera)      | C     | Geraint Williams |
|    | Inghilterra (bandiera) | C     | Mickey Lewis     |
|    | Inghilterra (bandiera) | C     | Steve McClaren   |
|    | Inghilterra (bandiera) | C     | Steve Cross      |
|    | Inghilterra (bandiera) | A     | Nigel Callaghan  |
|    | Irlanda (bandiera)     | A     | Jeff Chandler    |
|    | Inghilterra (bandiera) | A     | Andy Garner      |
|    | Inghilterra (bandiera) | A     | Bobby Davison    |
|    | Inghilterra (bandiera) | A     | Phil Gee         |